# Early Red Bird
Early Red Bird är en äppelsort vars ursprung är Kanada. Skalet på äpplet är av en mestadels röd färg. Köttet på äpplet som är gulvitt är löst och saftigt. Blomningen på detta äpple är medeltidig, och Early Red Bird pollineras av bland annat Linda, Maglemer, Melba, Oranie, Stenbock, Sävstaholm och Transparente Blanche. I Sverige odlas Early Red Bird gynnsammast i zon I-IV.